# Mant
Mant ist eine französische Gemeinde mit 270 Einwohnern (Stand 1. Januar 2022) im Département Landes in der Region Nouvelle-Aquitaine (vor 2016: Aquitanien). Die Gemeinde gehört zum Arrondissement Mont-de-Marsan und zum Kanton Chalosse Tursan.
Der Name in der gascognischen Sprache lautet ebenfalls Mant. Seine Herkunft ist unklar. Er könnte eine Ableitung des Wortes „mont“ (deutsch Berg) sein oder aber dem prä-lateinischen mantello (deutsch Weg) entstammen.
Die Einwohner werden Mantois und Mantoises genannt.

## Geographie
Mant liegt ca. 35 km südlich von Mont-de-Marsan im Landstrich Tursan der historischen Provinz Gascogne an der südlichen Grenze zum benachbarten Département Pyrénées-Atlantiques.
Umgeben wird Mant von den Nachbargemeinden:
| Monségur | Samadet                                     |                                    |
|          | Kompassrose, die auf Nachbargemeinden zeigt | Arboucave                          |
| Peyre    | Monget                                      | Malaussanne (Pyrénées-Atlantiques) |

Mant liegt im Einzugsgebiet des Flusses Adour.
Der Luy de France, ein Zufluss des Adour, durchquert das Gebiet der Gemeinde ebenso wie seine Nebenflüsse,
- der Ruisseau Larritou und
- der Larbin, der in Mant entspringt, und sein Zufluss,
  - der Ruisseau de Larruton, auch Ruisseau de Baillé genannt.

Mant wird auch vom Canal du Biélongue bewässert, einem Zufluss des Louts.

## Geschichte
Archäologische Ausgrabungen brachten Überbleibsel der Urgeschichte und der Frühgeschichte zutage. Dies gilt insbesondere für zwei Hügelgräber in den Vierteln Basté und Tourouns.
Das Hügelgrab von Basté wurde 1920 das erste Mal ausgegraben und ein Teil der Fundstücke wurde im Rathaus deponiert, wo sie bald in Vergessenheit gerieten. Das Hügelgrab war eingeebnet, dessen Lage konnte aber zuweilen von der Luft identifiziert werden. Eine Bodenuntersuchung im Jahre 1995 erlaubte den Durchmesser der Stätte auf 13 Meter zu berechnen. Ein wenig Feuerstein und teilweise behauene Kiesel sowie ein Fragment einer Urne aus Keramik konnten geborgen werden. Der ursprüngliche Fund in Form von drei Fragmenten von Torques aus Bronze mit Kannelierungen in der Längsrichtung wurden dann ebenfalls wiedergefunden. Eines dieser Schmuckstücke hat sogar seine beiden Stempelenden bewahrt. Wegen des Fehlens von Verzierungen auf den Keramikteilen wurden Fundstücke aus Metall mit anderen Gegenständen der Region verglichen und diese schließlich dann auf die Hallstattzeit datiert. Der Grabhügel stammt vermutlich aus derselben Epoche.
Am 28. Mai 1994 wurde ein Flug durchgeführt, der das Hügelgrab von Touruns auf einem Grundstück entdecken ließ, das 1992 entwaldet worden war. Auch diese Fundstücke stammen aus der Hallstattzeit. Sie sind Bestandteil einer Grabstätte auf einem bereits bestehenden Grabhügel. Ein poliertes Beil, das 1986 an anderer Stelle gefunden wurde, ist ein weiterer Beleg der Besiedelung des Landstrichs bereits in der Jungsteinzeit.

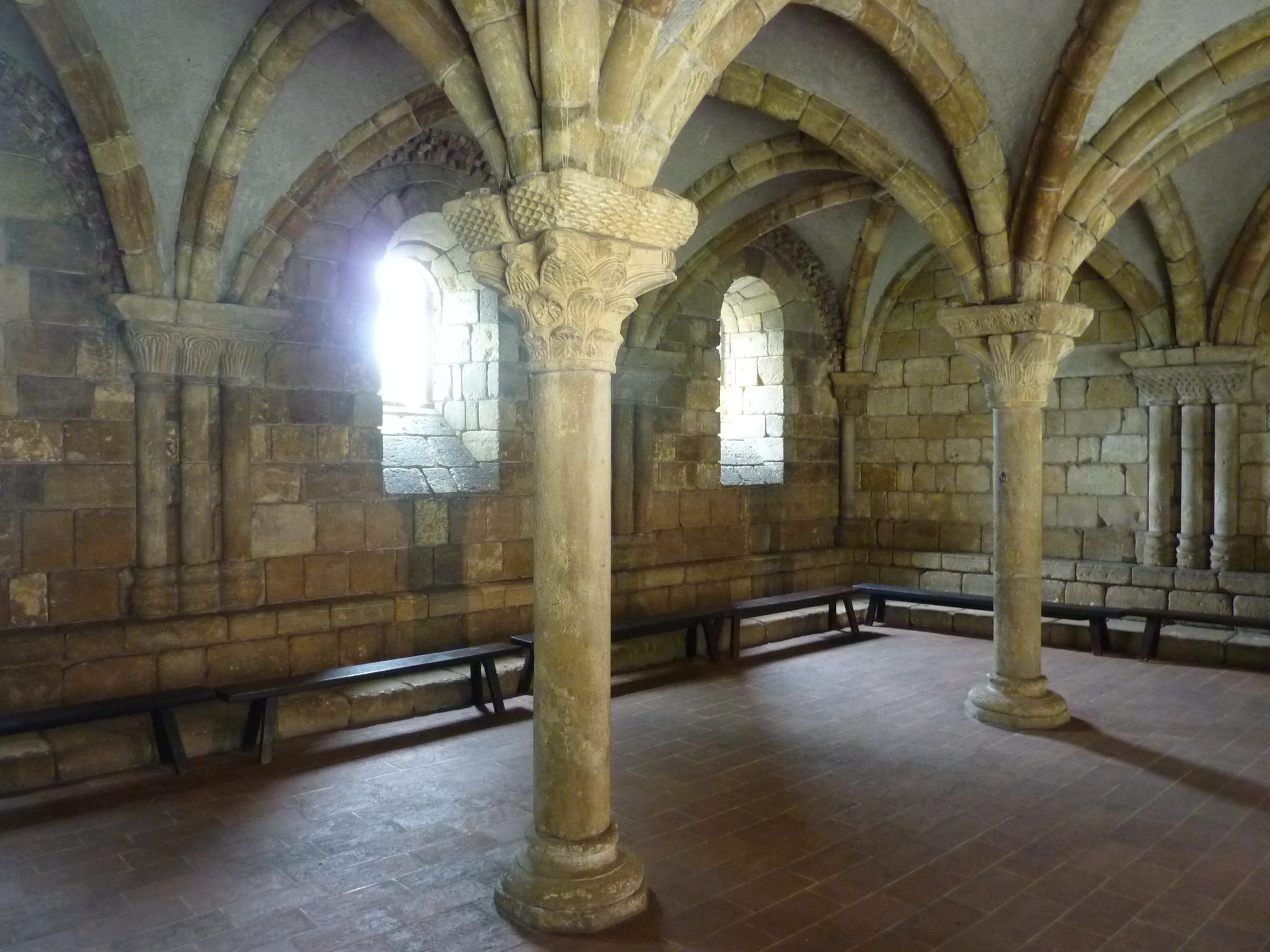
Kapitelsaal des Klosters Pontaut im Metropolitan Museum of Art in New York

Die Ursprünge der Gemeinde gehen zweifellos in das Mittelalter zurück. Die Existenz einer Motte gilt als gesichert, die dem umliegenden Dorf Schutz geboten hat. Ein breiter Graben hat die gesamte Siedlung umgeben. Der Besitzer der Burg war der Seigneur von Arboucave. In der Folge war Mant ein Lehen des Zisterzienserklosters im Viertel Pontaut, das 1115 gegründet wurde. Es blieb nicht von den Hugenottenkriegen verschont. Im November 1569 wurden die Kirche und die Gebäude von protestantischen Truppen geplündert und teilweise in Brand gesteckt und beschädigt. Der benachbarte Wald wurde gleichzeitig abgeholzt. Nach dem Krieg haben sich die Mönche in verminderter Zahl in den Ruinen wieder eingerichtet. Während der Französischen Revolution wurde das Kloster als Nationalgut verkauft und in der Folgezeit als Unterkunft für Lasttiere genutzt. 1930 wurde das Kloster von John D. Rockefeller gekauft, der den Kapitelsaal Stein für Stein abtragen und in den Cloisters, einer Zweigstelle des Metropolitan Museum of Art in New York City, wieder aufbauen ließ. Nur die Fassade der Klosterkirche ist in Mant übrig geblieben, die heute als landwirtschaftliches Gebäude genutzt wird.

### Einwohnerentwicklung
Nach Beginn der Aufzeichnungen stieg die Einwohnerzahl bis zur Mitte des 19. Jahrhunderts auf einen Höchststand von rund 900. In der Folgezeit sank die Größe der Gemeinde bei kurzen Erholungsphasen bis zur Jahrtausendwende auf rund 270 Einwohner, bevor eine gewisse Stabilisierung auf diesem Niveau einsetzte.
| Jahr      | 1962 | 1968 | 1975 | 1982 | 1990 | 1999 | 2006 | 2010 | 2022 |
| --------- | ---- | ---- | ---- | ---- | ---- | ---- | ---- | ---- | ---- |
| Einwohner | 420  | 379  | 329  | 331  | 322  | 273  | 278  | 289  | 270  |

## Sehenswürdigkeiten

### PfarrkircheSaint-Fabien-et-Saint-Sébastien
Die erste Pfarrkirche von Mant war dem heiligen Petrus geweiht und wurde im Mittelalter errichtet. Sie befand sich inmitten des kommunalen Friedhofs, südwestlich des heutigen Zentrums der Gemeinde. Der örtliche Seigneur Momus d’Arboucave ließ sie bauen, damit die Bewohner nicht in die Abtei von Pontaut gehen sollten. 1569 wurde sie von protestantischen Truppen unter Führung von Gabriel de Lorges, Graf von Montgomery, zerstört, im 17. Jahrhundert wieder aufgebaut und 1846 restauriert. Sie besaß ein einschiffiges Langhaus und einen Glockengiebel. Die Länge des Gebäudes betrug 20 Meter, die Breite sechs Meter. Dennoch fanden in der Folgezeit nach und nach weniger Gottesdienste in der Kirche statt. Der Zustand der Kirche verschlechterte sich und die Gemeinde hatte keine Mittel für eine Restaurierung. Schließlich wurde sie in den 1990er Jahren abgerissen, um den Friedhof zu vergrößern. Nach einer Pestepidemie in der Mitte des 17. Jahrhunderts, die einem Teil der Bevölkerung das Leben kostete, legten die Dorfbewohner ein Gelübde ab, zu Ehren der Schutzpatrone Fabianus und Sebastian eine Kapelle zu errichten. Mit der Verschiebung des Zentrums der Gemeinde wurde die Kapelle schließlich zur Hauptstätte für Gottesdienste in der Gemeinde. Nach der Französischen Revolution wurde die Kapelle provisorisch restauriert. Am 3. Mai 1845 wurde sie aufgrund der zu geringen Größe uns ihres schlechten Zustands geschlossen. Ein erstes Neubauprojekt wurde 1841 entworfen. Die Arbeiten wurden vom Unternehmer Pédeboscq aus Orthez nach Plänen des Architekten des Départements Jules Sibien zwischen September 1847 und September 1849 durchgeführt. Aufgrund von Querelen zwischen Unternehmer und Gemeinde zogen sich die Bauarbeiten bis 1852 hin. Am 11. April 1890 schlug bei einem heftigen Gewitter ein Blitz in den Glockenturm ein und richtete großen Schaden an der Kirche an, u. a. wurden die Glasfenster zerstört. Die Beschädigungen wurden anschließend repariert. Im Laufe des 20. Jahrhunderts wurde die Kirche restauriert und mit einem neuen Anstrich versehen. Im Jahre 1950 wurde die Glocke erneuert, das Dach ein Jahr später. Im Jahre 1979 wurde das Kircheninnere renoviert. Die im klassizistischen Stil gehaltene Kirche besitzt ein Langhaus mit drei Kirchenschiffen. Das Hauptschiff öffnet sich zu den Seitenschiffen über Rundbogenarkaden mit sichtbaren Ziegelsteinen. Es wird von einem halbrunden Chor verlängert, der von zwei Sakristeien flankiert wird. Im Westen erhebt sich der viereckige Glockenturm aus dem Gebäude empor. Er ist mit einem oktogonalen Helm ausgestattet, der mit Schiefer gedeckt ist. Die Wände der Kirche sind mit einer Mischung aus Bruchstein aus Kalkstein und eisenhaltigem Sandstein, Garluche genannt, errichtet, die Rahmen der rundbogenförmigen Fenster und der Eingangstür aus Werkstein.
Die heutige Kirche hat bei ihrem Bau in der Mitte des 19. Jahrhunderts einige Ausstattungsgegenstände der Vorgängerkirche übernommen, ein Altargemälde mit dem Bildnis des heiligen Petrus, das vom Maler Léonard Fortuné signiert ist und im Jahre 1870 oder 1878 entstanden ist, ein Altarzubehör aus vergoldetem Holz dem 18. Jahrhundert und eine kleine Glocke, die 1876 vom Glockengießer U. Dencausse aus Tarbes gefertigt wurde. Die sonstige Ausstattung scheint eigens für die neue Kirche erworben zu sein, u. a. der Hauptaltar aus Marmor aus dem Jahr 1841, der klassizistische Nebenaltar, der dem Herzen Jesu geweiht ist und eine vereinfachende Replik des Hauptaltars ist, und ein weiterer Nebenaltar zu Ehren der Jungfrau Maria, der vom Marmorschleifer Barrau aus Toulouse nach 1906 gefertigt wurde. Zehn Glasfenster sind Werke des Glasmalers Gustave Pierre Dagrant aus Bordeaux aus dem Jahre 1877. Sie zeigen die Heiligen Sebastion, Fabianus (als Papst) und Petrus sowie eine Darstellung der unbefleckten Empfängnis. Die weiteren Fenster zeigen symbolische Motive, Kelch und Hostie, ein Skapulier, die Taube des Heiligen Geistes, ein Rosenkranz, das Herz Jesu und das unbefleckte Herz Mariä.

## Wirtschaft und Infrastruktur
Die Gemeinde bemüht sich darum, seine Wirtschaft, die sich hauptsächlich auf den Maisanbau stützte, vielfältiger zu gestalten.

### Bildung
Die Gemeinde verfügt über eine öffentliche Grundschule mit 20 Schülerinnen und Schülern im Schuljahr 2017/2018.

### Sport und Freizeit
Der Betrieb Au trot’Mant bietet Pferdekutschfahrten durch das Gebiet der Gemeinde an.

### Verkehr
Mant ist erreichbar über die Routes départementales 18, 73 (Pyrénées-Atlantiques: 664), 118 und 173.